# Kista Galleria
Kista Galleria är en galleria i Stockholmsförorten Kista som förvaltas av Citycon,  ursprungligen byggd 1977 men helt ombyggd kring millennieskiftet. Gallerian har 180 butiker och restauranger, multiplexbiograf med 11 salonger, en bowlinghall samt en 4 000 m² gokartbana. I gallerians två torn finns studentbostäder. I gallerian finns även bibliotek, gym, vårdcentral, biograf, ett medborgarkontor med bland annat CSN och Byrån för lika rättigheter.
Kista Galleria ligger vid tunnelbanans blå linje, omkring 13 kilometer nordväst om Stockholms centrum. 2010 var Kista Galleria det köpcentrum i Stockholm som hade flest besökare.

## Historia
I juni 1973 godkändes områdesplanen för Kistas bostadsområde och centrum. Svenska Bostäder fick i uppdrag att projektera, bygga och förvalta Kista Centrum. Det invigdes 1977 av kung Carl XVI Gustaf och Drottning Silvia.
En större utbyggnad ägde rum 2002 då den uthyrningsbara detaljhandelsarean ökade från 22 000 m² till 48 000 m². År 2009 skapades ytterligare 11 000 m² uthyrningsbar yta. I samband med detta fick Kista Centrum det nya namnet Kista Galleria.

## Ägare
Gallerian har haft flera ägare sedan den uppfördes. 2012 överlät DNB Livforsikring (DNB:s livförsäkringsbolag) gallerian till ett konsortium med Citycon och kanadensiska CPP Investment Board för 4,6 miljarder kronor.